# Deutsche Gesellschaft der Hörbehinderten – Selbsthilfe und Fachverbände
Die Deutsche Gesellschaft der Hörbehinderten – Selbsthilfe und Fachverbände e. V. (DG) ist der Dachverband für bundesweite Verbände und Institutionen, die sich um das Wohl der gehörlosen, schwerhörigen, ertaubten und taubblinden Menschen bemühen. Er besteht derzeit aus 26 Mitgliedern und vertritt deren gemeinsame Anliegen und Interessen.
Vorsitzender ist seit 2023 Bernd Schneider, seine Stellvertreter sind Ines Helke und Dr. Paul Heeg.

## Aufgaben
Die DG verfolgt gemeinnützige Zwecke ohne konfessionelle oder parteipolitische Bindungen. Sie sorgt für einen Informations- sowie Erfahrungsaustausch ihrer Mitgliedsverbände und koordiniert deren Arbeit, soweit diese über die Tätigkeiten eines Einzelverbandes hinausgeht. Weiterhin klärt sie die Öffentlichkeit über die besonderen Lebensbedingungen von gehörlosen, schwerhörigen, ertaubten und hörsehbehinderten Menschen auf. Die DG setzt sich für die Gründung von Bildungs-, Fortbildungs-, Habilitations- und Rehabilitationseinrichtungen ein. Sie nimmt Einfluss auf die ihre Mitgliedsverbände betreffende deutsche Gesetzgebung. Zudem veröffentlicht sie regelmäßig geeignetes Schrifttum für gehörlose, schwerhörige und ertaubte Menschen.

## Geschichte
Am 24. April 1954 wurde in Marburg die Gesellschaft des Taubstummenwesens gegründet. Kurz nach deren Auflösung gründete sich die DG am 10. Oktober 1962 in Euskirchen. Im Laufe der Jahrzehnte trug sie mehrere Namen. Aus der „Deutschen Gesellschaft zur Förderung der Hör- und Sprachgeschädigten e. V.“ von 1962 wurde die „Deutsche Gesellschaft zur Förderung der Hör-Sprach-Geschädigten e. V.“ – gefolgt von der „Deutschen Gesellschaft zur Förderung der Gehörlosen und Schwerhörigen e. V.“ und schließlich ihrer heutigen Bezeichnung.
Erster Vorsitzender wurde Peter Rijntjes. 1964 löste ihn Herbert Feuchte ab. Ab 1979 arbeitete Heinz Barow als Vorsitzender, ehe im Jahre 1991 Peter Donath die Leitung übernahm. 1999 bis 2023 leitete Ulrich Hase die Deutschen Gesellschaft der Hörgeschädigten. Seit 2023 ist Bernd Schneider Vorsitzender der DG.

## Projekte zum Telefon- und Ferndolmetschen
Die DG startete im Jahr 1999 das Pilotprojekt „Telesign“ zum Einsatz von Telefon- und Ferndolmetschen für Deutsche Gebärdensprache. Ziel dieses staatlich geförderten Projekts war es, den Einsatz eines Telefondolmetschdienstes in Gebärdensprache im beruflichen Alltag zu erforschen, praktisch zu testen und so die soziale Inklusion von gehörlosen Menschen voranzutreiben. Nach gelungenem Abschluss des Projekts wurde schließlich im Jahre 2002 Telesign Deutschland gegründet.
Im Jahr 2005 nahm die DG die positiven Telesign-Resultate auf, um auch ein Dolmetschen in privaten Zusammenhängen zu ermöglichen. Gemeinsam mit der Deutschen Telekom wurde daher ein weiteres Projekt begonnen. Man ergänzte das Angebot in Deutscher Gebärdensprache allerdings um einen Telefondolmetschdienst in deutscher Schriftsprache, um insbesondere ertaubten Menschen die Nutzung des Dienstes zu ermöglichen. Diese Kombination mündete in der Gründung der Tess – Relay Dienste im Jahre 2006. Politische Initiativen der DG haben zudem dazu geführt, dass das Recht auf Nutzung öffentlich zugänglicher Telekommunikationsdienste durch gehörlose und hörgeschädigte Menschen durch die Bereitstellung von Vermittlungsdiensten in § 45 Abs. 3 Telekommunikationsgesetz (TKG) aufgenommen wurde.

## Mitglieder
Mitglieder sind Verbände und Arbeitsgemeinschaften, die mit der Förderung von gehörlosen, schwerhörigen, ertaubten und hörsehbehinderten Menschen befasst sind und bundesweiten Charakter haben. Sie besteht aktuell aus 26 Selbsthilfe- und Fachverbänden.
Selbsthilfeverband:
- Bundesarbeitsgemeinschaft Hörbehinderter Studenten und Absolventen e. V.
- Bundeselternverband gehörloser Kinder e. V.
- Bundesjugend – Verband junger Menschen mit Hörbehinderung e. V.
- Deutsche Cochlea Implantat Gesellschaft e. V.
- Deutsche Gehörlosen-Jugend e. V.
- Deutsche Hörbehinderten Selbsthilfe e. V.
- Deutsche Tinnitus-Liga e. V.
- Deutscher Gehörlosen-Bund e. V.
- Deutscher Hörverband e.V.
- Deutscher Schwerhörigenbund e. V.
- Gesellschaft der Gehörlosen und Schwerhörigen – Selbsthilfe und Fachverbände – NRW e. V.
- Hessische Gesellschaft zur Förderung der Gehörlosen und Schwerhörigen e. V.
- Verband der Katholischen Gehörlosen Deutschlands e. V.

Fachverband:
- Arbeitsgemeinschaft der Leiterinnen und Leiter der Bildungseinrichtungen für Gehörlose und Schwerhörige. Deutsche Bundesdirektorenkonferenz
- Berufs- und Fachverband Hören und Kommunikation (Berufsverband deutscher Hörgeschädigtenpädagogen)
- Bundesfachverband Caritas Behindertenhilfe und Psychiatrie e. V.
- Bundesinnung der Hörgeräteakustiker KdöR
- Bundesverband der GebärdensprachdolmetscherInnen Deutschlands e. V.
- Bundesverband der Schriftdolmetscher Deutschlands e. V.
- Bundesverband der SozialarbeiterInnen / SozialpädagogInnen für Hörgeschädigte e. V.
- Bundesverband der Studierenden der Gehörlosen- und Schwerhörigenpädagogik e. V.
- Deutsche Arbeitsgemeinschaft für Evangelische Gehörlosenseelsorge e. V.
- Deutscher Fachverband für Gehörlosen- und Schwerhörigenpädagogik e. V.
- Evangelische Schwerhörigenseelsorge in Deutschland e. V.
- Gesellschaft für Gebärdensprache und Kommunikation Gehörloser e. V.
- Taubblindendienst e. V.